# Арандаспиды

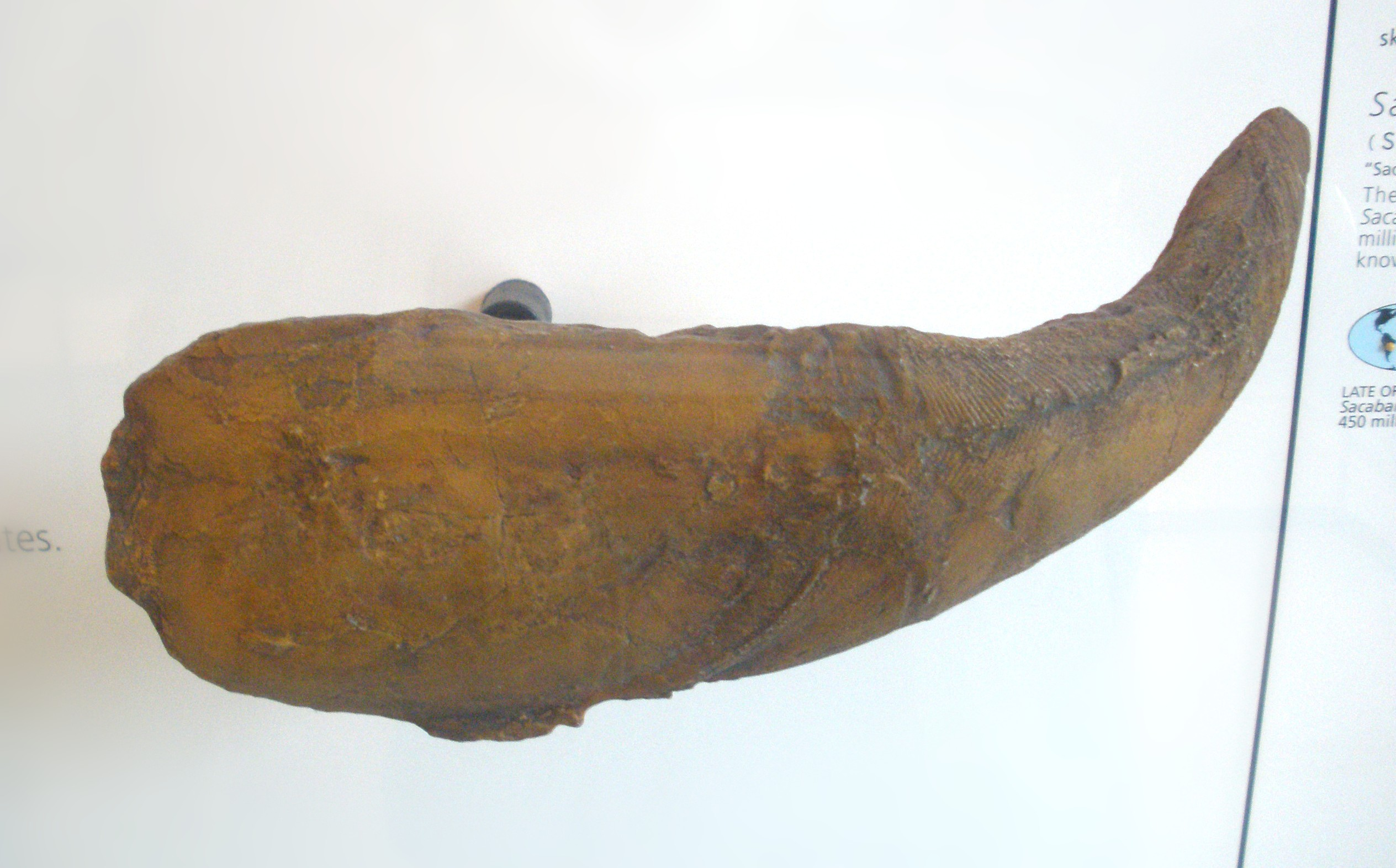
Sacabambaspis janvieri
(почти целая окаменелость)

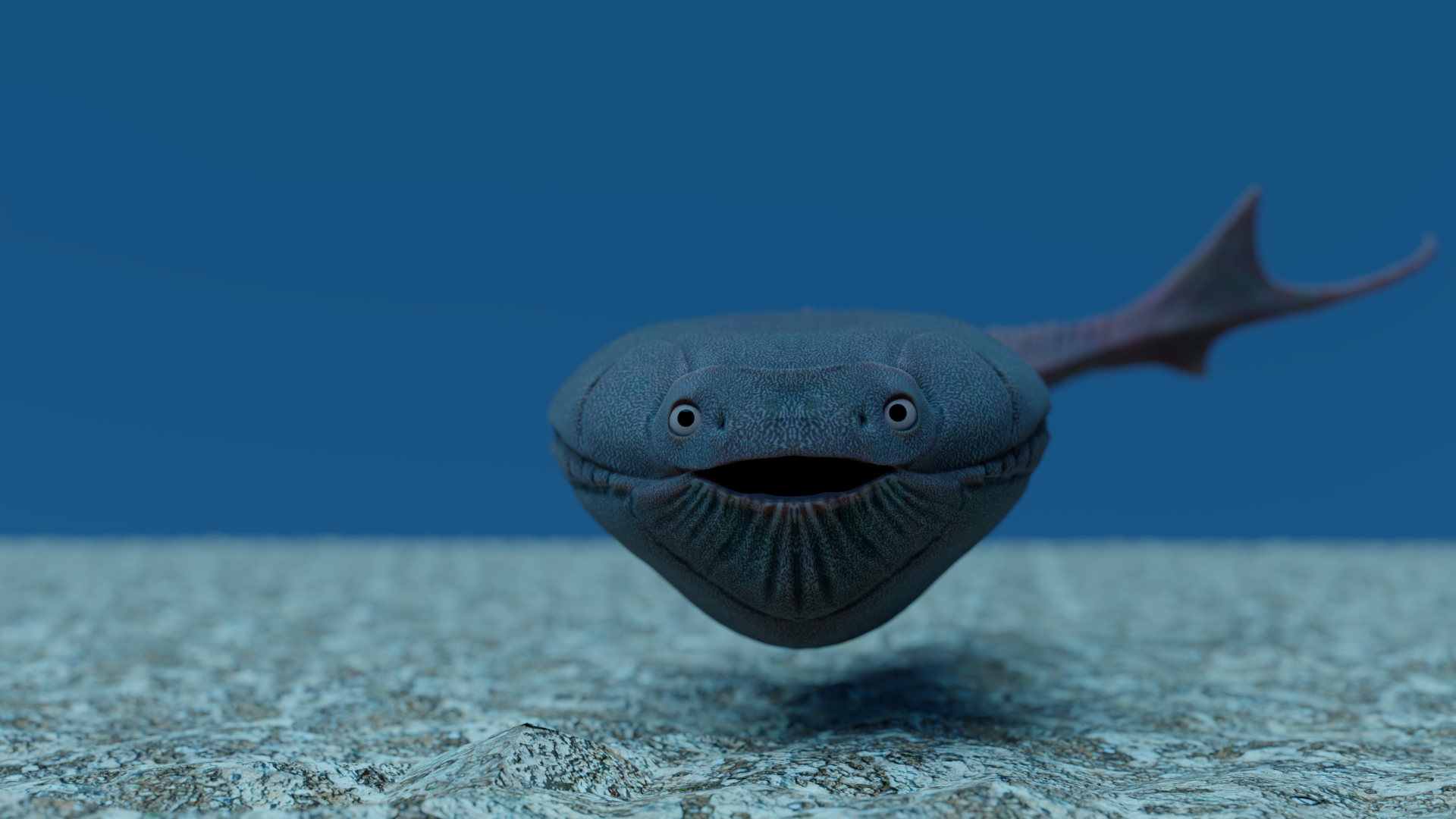
Sacabambaspis janvieri
(реконструкция)

Арандаспиды (лат. Arandaspida) — небольшая группа вымерших панцирных бесчелюстных из класса парноноздрёвых (Pteraspidomorpha), которой присваивают ранг от отряда до подкласса. Название образовано от названия австралийского народа аранда и др.-греч. ἀσπίς — «щит» (обычное окончание для названий вымерших бесчелюстных).
Арандаспиды — древнейшие из хорошо изученных позвоночных с минерализованным скелетом. Они жили в ордовике и населяли моря, окружавшие Гондвану. Их останки известны из центральной Австралии, Южной Америки (Боливия и Аргентина) и с Аравийского полуострова (Оман).
По внешнему виду арандаспиды были рыбоподобными животными, но имели только один плавник — хвостовой. Достигали длины 35 см. Были покрыты тонким панцирем. Примечательны парностью отверстия для теменного глаза (хотя эти отверстия имеют и другую интерпретацию).
В составе этой группы различают от 2 до 8 видов. Арандаспид сближают с разнощитковыми, а иногда и включают в их состав.

## Состав группы
Чаще всего к арандаспидам относят 4 рода, 2 из которых — предположительно, поскольку они известны только по мелким фрагментам. В каждом из этих родов описан только один вид:
- Sacabambaspis janvieri Gagnier et al., 1986, известный из Боливии, Аргентины, Австралии и Омана[8]. Назван в честь типового местонахождения — боливийского города Сакабамба[11]. Жил в конце нижнего ордовика (лланвирнский и карадокский век, около 470 млн лет назад)[5][6]. Известен по останкам намного лучшей сохранности, чем остальные арандаспиды[12], в том числе по практически целым экзоскелетам[7][6].
- Andinaspis suarezorum Gagnier, 1991 из ордовика или девона Боливии (недалеко от местонахождения Sacabambaspis). Известен по единственному обломку[11]; принадлежность к арандаспидам не доказана[2].
- Arandaspis prionotolepis Ritchie & Gilbert-Tomlinson, 1977 из центральной Австралии (Алис-Спрингс). Назван в честь живущей в этих местах этнической группы[4]. Жил в начале верхнего ордовика (карадокский век, около 450 млн лет назад)[5]. Известен по отпечаткам передней части экзоскелета[9] в мелкозернистом песчанике[12];
- Porophoraspis crenulata Ritchie & Gilbert-Tomlinson, 1977 оттуда же[9]. Кроме того, подобные ему окаменелости известны из раннеордовикских пород (аренигский ярус, около 480 млн лет назад), и это самые древние находки арандаспид)[7][13]. Получил название за большие поры на бугорках панциря. Известен только по мелким фрагментам[9][7]; принадлежность к арандаспидам не доказана[2].

Кроме того, в родах Sacabambaspis, Arandaspis и Porophoraspis, вероятно, есть как минимум по одному неописанному виду. Не исключено, что к арандаспидам относится и ещё один боливийский вид — Pirchanchaspis rinconensis Erdtmann et al., 2000, но его систематическое положение очень неясное.

## Описание
Арандаспиды имели вытянутое каплевидное тело длиной до 35 см, покрытое хорошо развитым экзоскелетом. Брюшная сторона была более выпуклой, спинная — более плоской. Единственный плавник — хвостовой. Он хорошо изучен только у Sacabambaspis, у которого имел длинную, но узкую центральную лопасть (куда заходила хорда), более короткую спинную и ещё меньшую брюшную.
Глаза находились на самом конце головы. В них были окостенения — склеротические кольца. Между глазами расположены ноздри, а позади — пара отверстий, которые обычно интерпретируются как пинеальные.
Рот арандаспид был на нижней стороне головы. У них было до 10 пар жаберных мешков, которые открывались наружу отдельными отверстиями, а по другим данным — в общие проходы, открывавшиеся одним отверстием с каждой стороны.

### Скелет
Эндоскелета у арандаспид не было или почти не было, зато был хорошо развит экзоскелет. Переднюю часть тела покрывали две большие костные пластины (спинная и брюшная), а заднюю — сильно вытянутые вертикальные чешуйки. Длина передних пластин составляет около половины длины животного, а толщина очень маленькая (у Arandaspis < 0,1 мм). Они цельные (без следов слияния отдельных элементов) и не имеют признаков роста. Это означает, что они появлялись уже у взрослого животного.
Между спинной и брюшной пластиной с каждой стороны был ряд из 15—20 небольших многоугольных пластинок, между которыми находились жаберные отверстия. Кроме того, много рядов мелких костных пластинок было с нижней стороны рта. На спинном и брюшном щитке, а также на мелких чешуйках видны маленькие, но хорошо развитые каналы боковой линии.
Все элементы экзоскелета образованы аспидином — бесклеточной костью. В них различаются 3 слоя: нижний (пластинчатый), средний (сотоподобный или сетчатый) и верхний (бугорчатый).
Снаружи панцирь был орнаментирован бугорками. Для родов, известных только по обломкам (Andinaspis и Porophoraspis) их форма — главный отличительный признак. У Arandaspis они вытянутые, сужаются к концам и имеют продольный гребень, а у Sacabambaspis, Andinaspis и Porophoraspis в разной мере напоминают дубовые листья, причём у последнего пронизаны большими порами.
Формой и орнаментацией панциря арандаспиды напоминают разнощитковых и астраспид, а чешуйками хвостовой части — анаспид.

### Пинеальные отверстия
Позади глазниц арандаспид, в передней части спинного щита, расположена пара небольших отверстий. Они есть и у Arandaspis, и у Sacabambaspis. Обычно их интерпретируют как отверстия для органов пинеального комплекса — светочувствительной структуры, из которой у многих древних и некоторых современных позвоночных развивается теменной глаз. Таким образом, у арандаспид таких глаз было два: одно отверстие вмещало пинеальный орган, а другое — парапинеальный. Это очень редкая ситуация среди позвоночных (кроме арандаспид, парное или сдвоенное пинеальное отверстие известно только у некоторых ископаемых рыб — ряда плакодерм, палеонисцид, поролепообразных и ранних двоякодышащих). Кроме того, глазоподобность обоих органов пинеального комплекса сохранилась и у большинства миног (хотя пинеального отверстия у них нет).
По другой интерпретации, эти отверстия у арандаспид представляют собой выходы эндолимфатических протоков, которые есть на панцире и некоторых других остракодерм. В пользу этого говорит то, что они расположены дальше назад, чем обычно для пинеального отверстия.

## Образ жизни
Арандаспиды жили в мелком море. Поскольку они не имели стабилизирующих плавников, их движение, вероятно, было неуклюжим и напоминало движение головастика. Тем не менее они были самыми прогрессивными известными позвоночными своего времени.
Как и для других остракодерм, для арандаспид предполагается придонный образ жизни и питание детритом и микроорганизмами. На это указывает положение рта снизу головы и (как и у других остракодерм) отсутствие челюстей.

## Распространение и время жизни

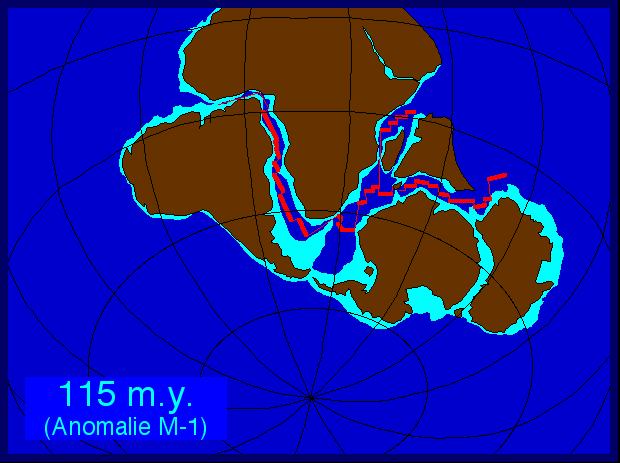
Гондвана. Находки арандаспид известны с восточного, западного и северо-восточного края

Арандаспиды — древнейшие позвоночные, которые известны по довольно полным скелетам (от более древних находили только мелкие обломки панциря или отпечатки бесскелетного тела). Самые древние фрагменты, вероятно, принадлежащие арандаспидам, имеют возраст около 480 млн лет (начало ордовика), а самые молодые — 440 млн лет (конец ордовика). Причина их вымирания неизвестна; возможно, они исчезли из-за оледенения.
В отличие от других ранних остракодерм (живших в основном в водах Лаврентии), арандаспиды известны только из Гондваны (а именно из прибрежных отложений окружавших её морей). Окаменелости этих животных встречаются в Южной Америке (Боливия и Аргентина), Австралии (центр континента) и на Аравийском полуострове (Оман). Эти места были далеки друг от друга и в ордовике, хотя все находились на краю Гондваны.
Окаменелости арандаспид встречаются редко, но к этой группе относятся почти все ордовикские остракодермы Гондваны. В водах этого континента остракодермы были редки и в последующие времена. Кроме арандаспид, оттуда известны только телодонты (очень широко распространённая группа, возникшая, видимо, в водах Лаврентии и к концу ордовика проникшая в моря Гондваны) и питуриаспиды (маленькая эндемичная для Австралии группа из раннего — среднего девона).